# Friville-Escarbotin
Friville-Escarbotin – miejscowość i gmina we Francji, w regionie Hauts-de-France, w departamencie Somma.
Według danych na rok 2011 gminę zamieszkiwały 4604 osoby, a gęstość zaludnienia wynosiła 520 osób/km² (wśród 2293 gmin Pikardii Friville-Escarbotin plasuje się na 43. miejscu pod względem liczby ludności, natomiast pod względem powierzchni na miejscu 543.).